# 「住手！」抗議
「住手！」抗議（“Hands Off”又譯“放手！”“別插手！”「把手拿開！」等）是2025年4月5日在全美國發起的一系列示威活動，是自美國總統唐納·川普展開第二次總統任期以來全美國範圍內規模最大的單日公眾示威活動。以「住手！」（Hands Off!）為名的抗議在全美國所有50個州的1,400多個地點舉行，抗議政府的政策，據示威組織者稱，全國共有約300萬人參加。據協調員稱，抗議活動涉及150多個進步派、工會、民主派、民權組織、LGBT和女性權利團體。
集會抗議政府一系列政策，包括新實施的全球關稅導致的經濟動盪、埃隆·馬斯克領導的政府機構和聯邦勞動力的大幅削減、工會權利受到威脅、被認為是混亂且出於政治動機的移民突襲、LGBT權益的倒退、對社會保障的潛在有害變化，以及削減醫療保健資金和研究。示威者表達對民主倒退、日益增長的專制主義以及政府明顯偏向億萬富翁而非美國工人利益的廣泛擔憂，示威者將自己的行動描述為捍衛美國民主和經濟福祉。

Logo

## 概要
「住手！」抗議活動由全國性組織聯盟領導，其中包括民權組織、退伍軍人、女性權利團體、工會和LGBT倡導者，例如不可分割運動。抗議活動發起人認為，政府在許多問題上越權，例如北約、學校、圖書館、法院、退伍軍人服務、公平選舉、跨性別者權利、社會保障、联邦医疗保险、聯邦醫療補助、聯邦勞動力、墮胎權以及其他許多問題。發起人在一份文件中表示，他們有三項要求：“一，結束億萬富豪對特朗普政府的操控和猖獗的腐敗；二，停止削減醫療補助、社會保障和其他勞動人民所依賴的聯邦資金；三，停止對移民、跨性別者和其他弱勢社群的攻擊。”。
雖然「住手！」抗議活動並非第二次特朗普總統任期的首場抗議活動，但它被描述為相當於2017年女性大遊行和2020年喬治·弗洛伊德示威全國性大規模動員。與第一次特朗普總統任期集中在華盛頓特區的抗議活動不同，「住手！」抗議活動的發起人試圖將其擴展到美國各地。抗議活動在許多地方舉行，包括州議會大廈、聯邦大樓、國會辦公室、社會安全總部、公園和市政廳。根據發起人介紹，許多規模較小的本地集會均是由鄰居和朋友自發性發起的。
主辦單位估計約有10萬人參加華盛頓特區的集會，是他們預期的十倍。集會的發言者包括幾位民主黨國會議員和美國政府僱員聯合會主席埃弗里特·凱利等人。發起人估計示威者總數達「數百萬」，而民主現在！則估計示威者總數為100萬。據協調員稱，抗議活動由150多個進步派、工會、民主派、民權組織、LGBT和女性權利團體。

## 地點和活動

### 美國

#### 美國中西部

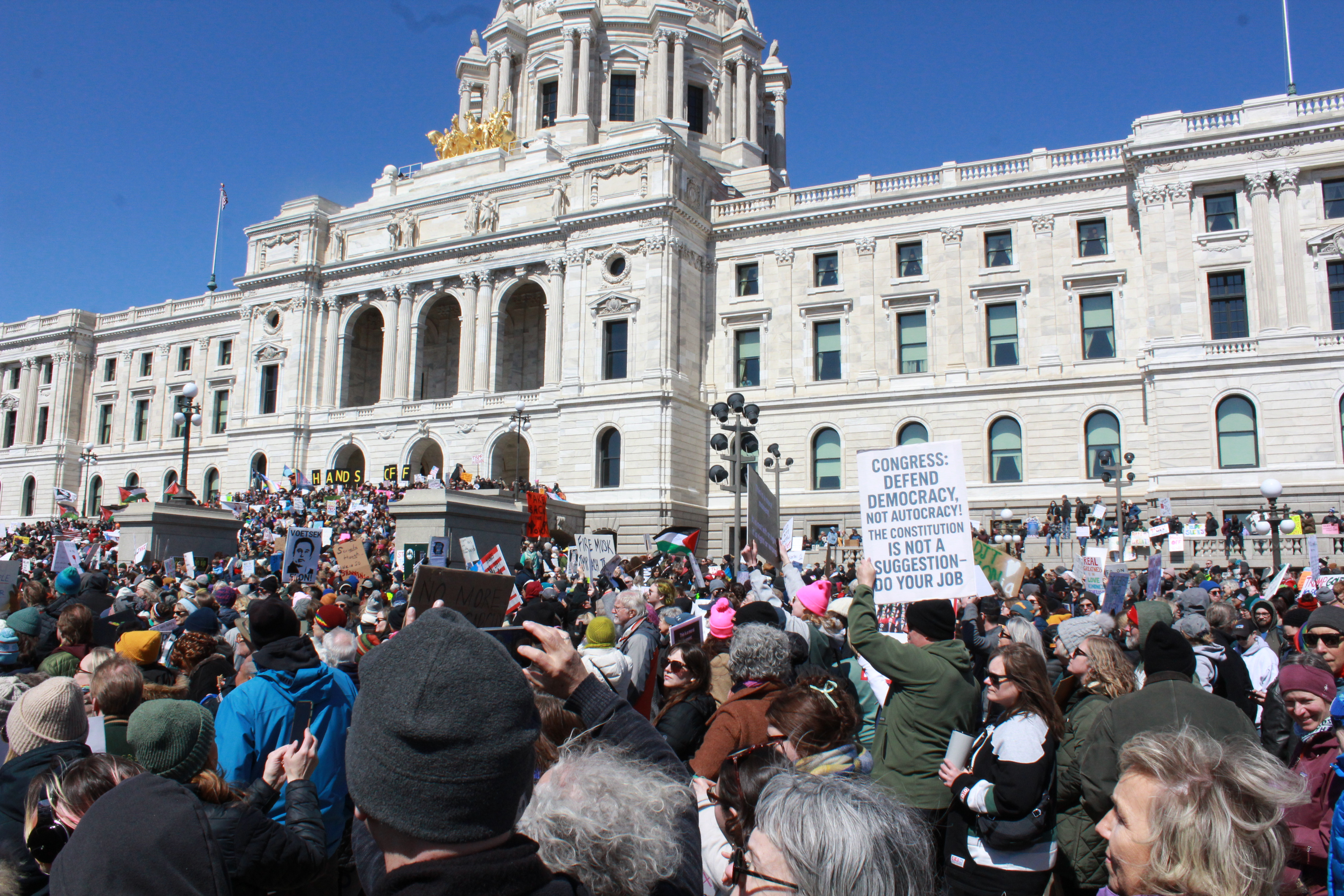
在聖保羅明尼苏达州议会大厦舉行的抗議活動

在伊利諾伊州，抗議活動在芝加哥、布盧明頓、奧克帕克、皮奧里亞、羅克福德、埃文斯頓、埃爾金、阿靈頓海茨、迪卡爾布、帕拉丁、喬利埃特、萊爾、高地公園、日內瓦、渥太華、麥克亨利和斯普林菲爾德舉行
示威者在州首府印第安納波利斯的印第安納州議會大廈外舉行抗議活動。此外，布盧明頓、韋恩堡、戈申和南本德也舉行抗議活動。

在拉法葉，當抗議者穿過馬路時，一名身穿支持特朗普襯衫的男子下車。該男子與一名抗議者發生打鬥，並用頭撞向抗議者，隨後該男子返回車輛並拿起步槍。警方拘留該男子，但隨後釋放他，稱他沒有用槍指向任何人。
威斯康辛州計劃舉行約30場抗議活動，其中包括阿普爾頓、格林貝、基諾沙、麥迪遜、密爾沃基、和奧什科什等城市。
在艾奥瓦州，抗議活動在州首府德梅因舉行，約有1200名抗議者集會、錫達拉皮茲、梅森城也舉行抗議活動，抗議者人數約為250人。
二萬五千人聚集在聖保羅的明尼苏达州议会大厦前。奇瑟姆、克洛凱、伊利、大沼澤城、大急流城、聖克勞德、道格拉斯縣和德盧斯也發生抗議活動。

#### 美國東北部

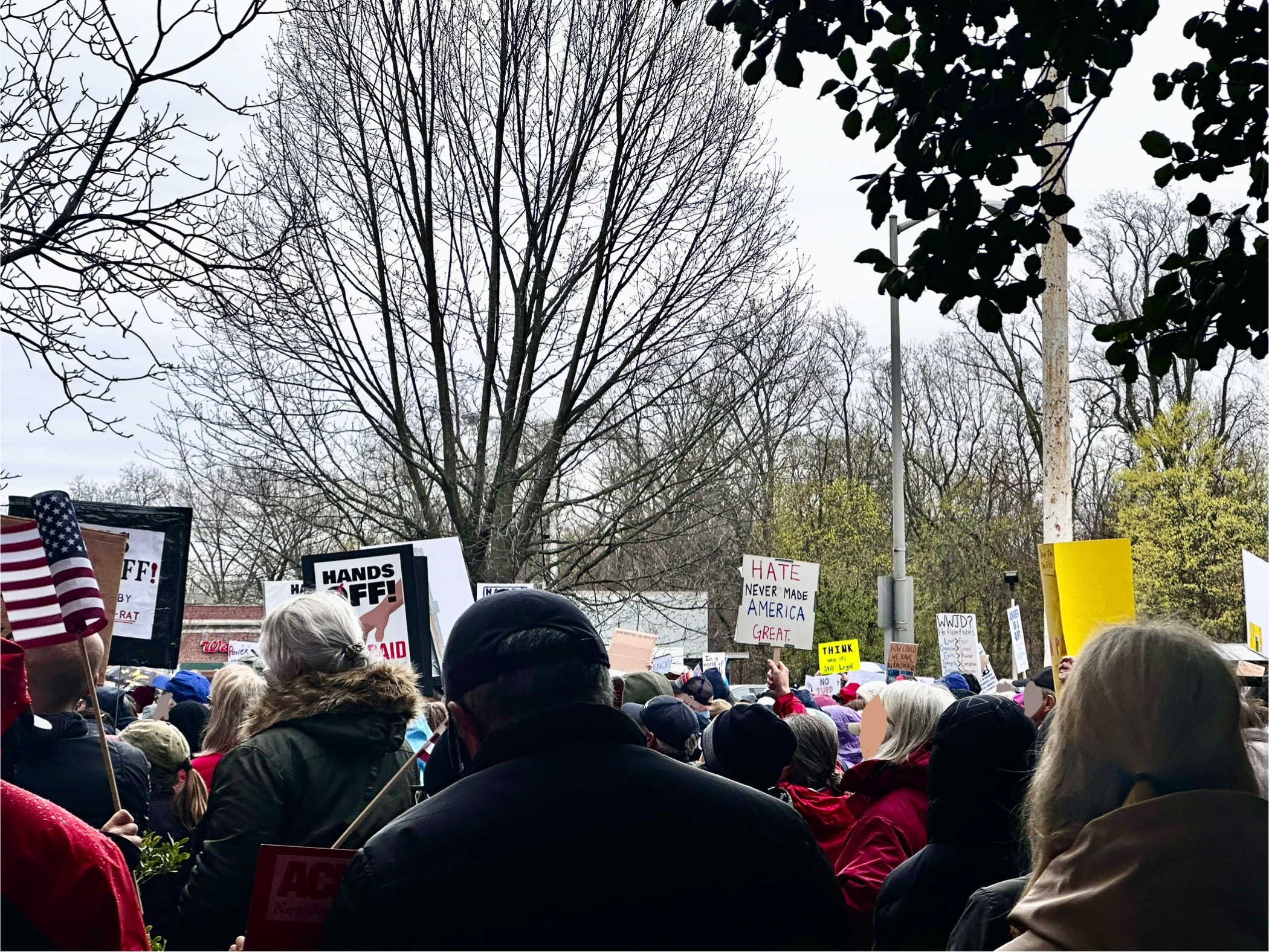
新澤西州莫里斯敦的抗議活動

在新澤西州，參議員柯瑞·布克在布魯克代爾公園向8000名觀眾發表演講。抗議活動也發生在大西洋城、開普梅法院、加洛韋鎮區、澤西市、梅普爾伍德、莫里斯敦、皮特曼、普林斯頓普林斯頓大學、雷德班克、提內克、湯姆斯河和特倫頓。
在紐約州，抗議活動在巴達維亞、紐約市和揚克斯舉行。
在賓夕凡尼亞州，抗議活動發生在阿爾圖納、哈里斯堡、蘭開斯特、費城、州學院和約克。
在康乃狄克州，抗議活動在格林威治、斯坦福、米德爾敦、紐黑文、哈特福和沃特伯里舉行。
在麻薩諸塞州，25.000至30.000名抗議者聚集在波士頓公園並遊行至波士頓市政廳廣場。發言者包括參議員艾德·馬基與艾安娜·普萊斯利、波士頓市長吳弭，以及Dropkick Murphys樂隊成員。他們演奏包括抗議歌曲《你站哪邊？》在內的曲目。坎頓、達特茅斯、法爾茅斯、弗雷明翰、霍利斯頓、列克星敦、洛厄爾、內蒂克、普利茅斯、塞勒姆、沙倫、沃爾波和沃爾瑟姆等城鎮也爆發抗議活動。

#### 美國南部

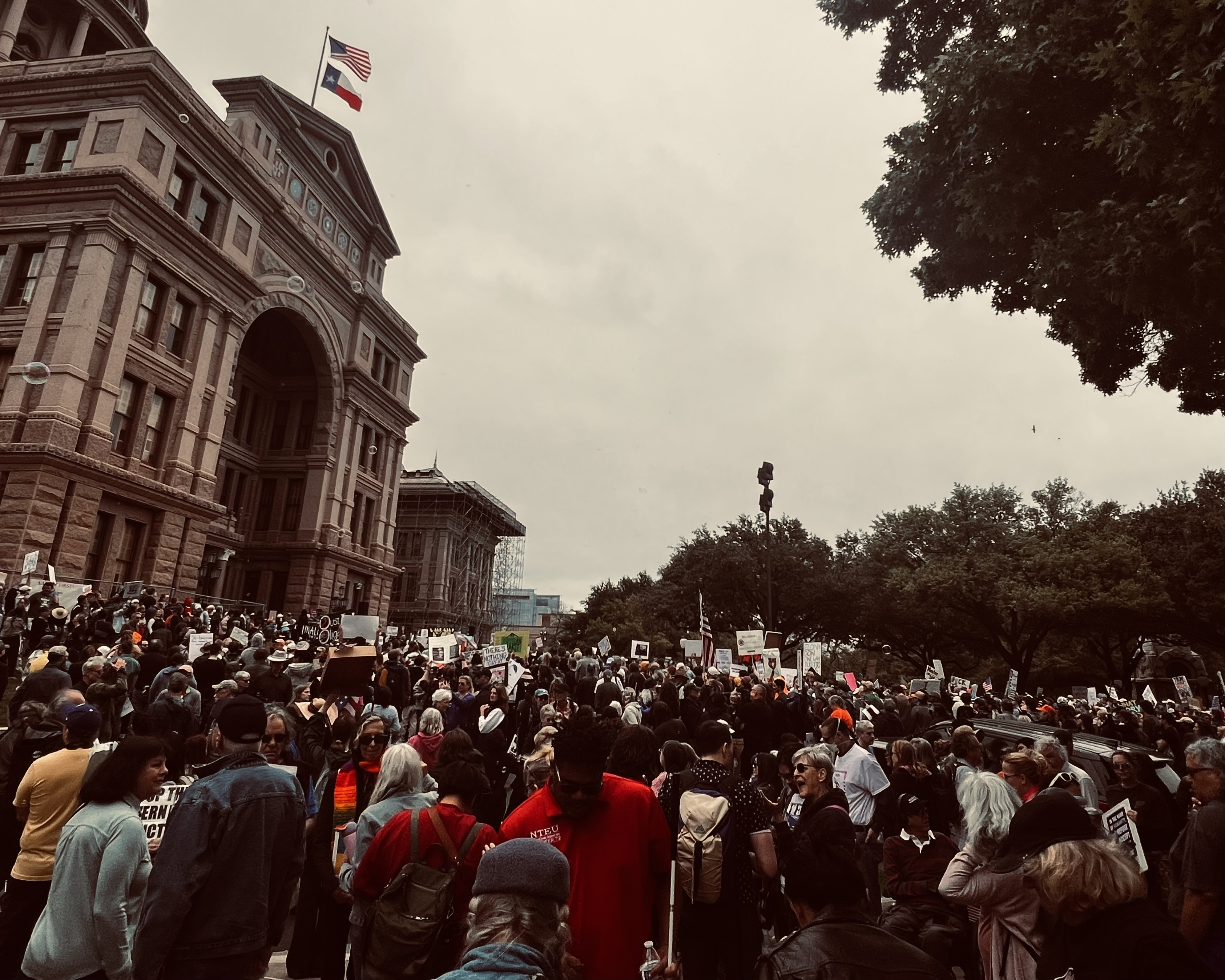
聚集在奧斯汀德克萨斯州议会大厦外的示威者

在阿拉巴馬州，約有500人聚集在蒙哥馬利的阿拉巴馬州議會大廈。伯明翰和塔斯卡盧薩也舉行抗議活動。
在特拉華州，抗議活動在紐瓦克、威爾明頓、多佛和里霍博斯比奇舉行。
在佛罗里达州，抗議活動計劃在代托納比奇、德蘭、棕櫚海岸、珀特奧蘭治、好萊塢、基韋斯特、邁阿密和塔馬拉克舉行。數百人在州府塔拉哈西舉行抗議。在共和黨支持者聚居的退休社區村子，主辦方原本嘗試將網上報名人數限制為500人，惟實際出席人數遠遠超出預期。
在喬治亞州，數千名抗議者在亞特蘭大舉行示威活動。雅典、哥倫布、蓋恩斯維爾、和梅肯也舉行抗議活動。
在弗吉尼亞州，抗議活動發生在諾福克和威廉斯堡
在德克薩斯州，抗議活動席捲全州，包括達拉斯-沃思堡都會區的弗里斯科和弗勞爾芒德。奧斯汀、登頓、伯利森、聖安東尼奧、休斯頓、和艾爾帕索也爆發抗議活動。
在阿肯色州，發生抗議活動的地點包括費耶特維爾、尤里卡斯普林斯、史密斯堡、拉塞爾維爾和蒙蒂塞洛。由於4月5日強降雨和暴風雨襲擊阿肯色州中部，原定於小岩城舉行的示威活動被推遲一周至4月12日。

#### 美國西部

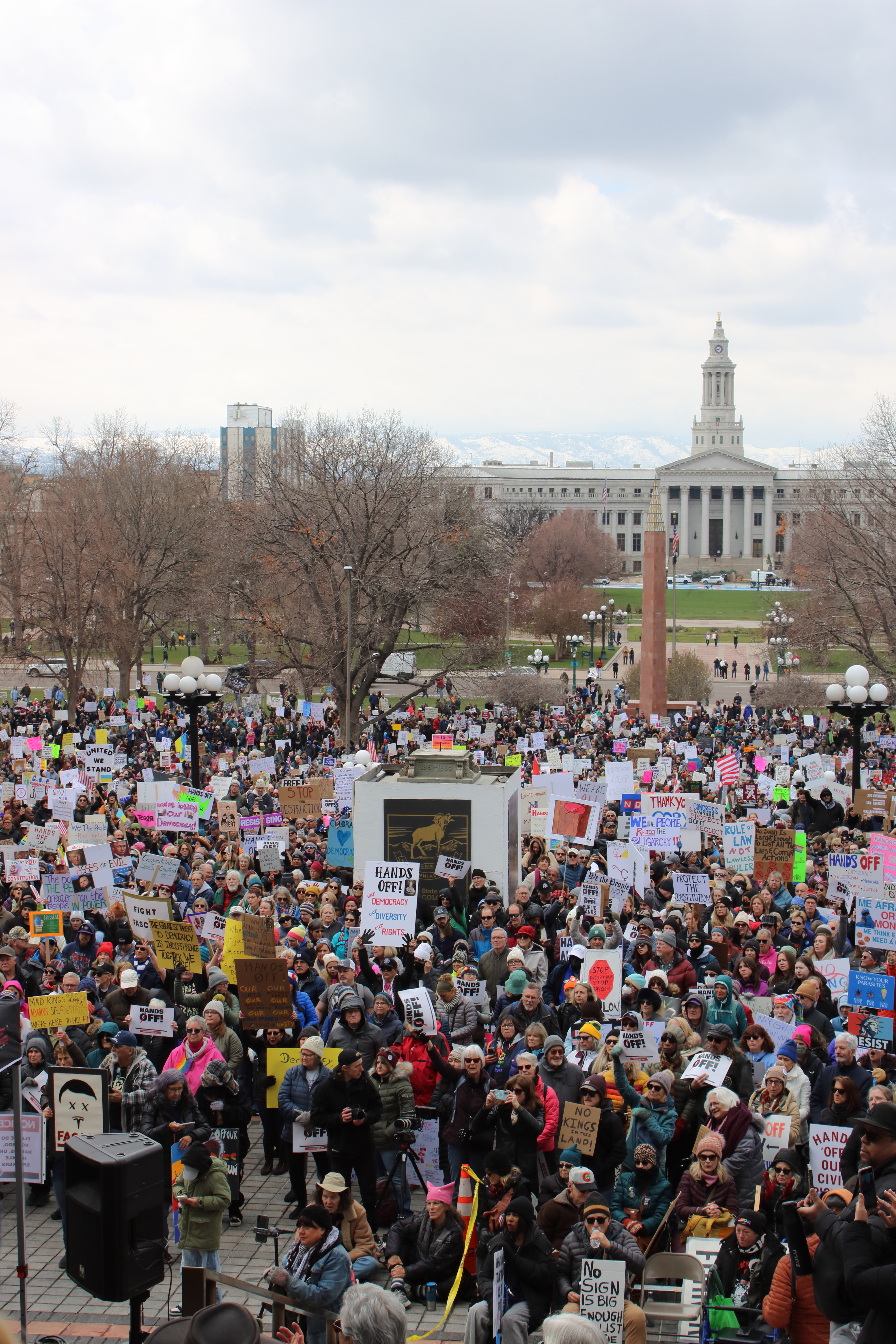
聚集在丹佛科罗拉多州议会大厦前的示威者

在亞利桑那州，計劃舉行抗議活動的地點包括卡薩格蘭德、弗拉格斯塔夫、梅薩、鳳凰城、普雷斯科特、斯科茨代爾、塞多納和圖森。
數千人參加在丹佛科羅拉多州議會大廈舉行的抗議活動。此外，阿瓦達、博爾德、科羅拉多泉、科林斯堡、拉夫蘭、卡農城和大章克申也計劃舉行其他抗議活動。
在猶他州，數千人在鹽湖城舉行示威活動，卡什縣、瓦沙契縣、蒙蒂塞洛、布拉夫、摩押、博爾德、卡納布和聖喬治等地也爆發更多的抗議活動。
在阿拉斯加州，超過一千人在安克拉治舉行抗議。朱諾也爆發抗議活動。
在加利福尼亚州，活動在格倫代爾、洛杉磯、里弗賽德、聖貝納迪諾、聖克利門蒂、聖荷西和聖安娜以及莫德斯托、蘭喬庫卡蒙加、特雷西、沙加緬度、里奧維斯塔和利佛摩。舊金山灣區也有數千人參加抗議活動，包括柏克萊、奧克蘭、納帕、聖羅莎、索諾瑪和塞瓦斯托波爾等城市。近12000人聚集在聖地牙哥市中心，恩西尼塔斯、歐申賽德和蘭喬伯納多確認將舉行規模較小的集會。一所老年護理中心的住戶於活動舉行前一天，在院內舉辦聲援聚會。聖巴巴拉有約五千人參與示威。
在夏威夷州，數千名抗議者聚集在檀香山。希洛也爆發一場抗議活動，約有一千名示威者。
在俄勒岡州，計劃於包括阿斯托利亞、恩特普賴斯、戈爾德比奇、胡德里弗、克拉馬斯佛斯和雷德蒙德等城市舉辦數十場活動。波特蘭都會區也計畫進行活動，包括比弗頓、希爾斯伯勒和泰格德。在波特蘭市中心，數千人聚集在湯姆·麥考爾海濱公園。尤金的示威活動有數千人參加，活動在市政廳前舉行。
在華盛頓州，示威者在4月5日在西雅圖中心舉行集會，眾議員普拉米拉·賈亞帕爾和前華盛頓州州長傑伊·英斯利發表演講，且計劃在奧林匹亞華盛頓州議會大廈舉辦一場活動。其他地區抗議活動計劃在貝靈厄姆、布雷默頓、埃弗里特、柯克蘭、長景市、安吉利斯港、果園港、波爾斯波、普爾曼、斯波坎和溫哥華舉行。

### 欧洲和加拿大
海外民主黨人組織的抗議活動在柏林、法蘭克福、巴黎和倫敦舉行。在渥太華，抗議者聚集在美國大使館外。葡萄牙里斯本也舉行抗議活動。